# Mario & Luigi: Paper Jam Bros.
Mario & Luigi: Paper Jam Bros., kendt i Nordamerika som Mario & Luigi: Paper Jam, er et rollespil udviklet af AlphaDream og udgivet af Nintendo til Nintendo 3DS. Det blev udgivet i Japan og Europa i december 2015, og i Nordamerika i januar 2016. Det er det femte spil i Mario & Luigi-serien, og låner figurer og elementer fra Paper Mario-serien.